# Idioma lacandón
El idioma lacandón (autoglotónimo: jach-t’aan) es una lengua mayense hablada por el pueblo lancandón en la región de la Selva Lacandona. Junto con el itzá, el maya yucateco y el mopán forma la rama yucatecana de la familia lingüística mayense. Se distinguen dos variantes principales: el lacandón del norte y el lacandón del sur. El Atlas Unesco de las lenguas en peligro clasifica a esta lengua como críticamente amenazada. Según la Encuesta Intercensal 2015 del INEGI, cuenta con 998 hablantes.

## Descripción lingüística

### Clasificación
El lacandón forma parte de la rama yucatecana de las lenguas mayenses junto con el itzá, el maya yucateco y el mopán. Debido al alto grado de similitud e inteligibilidad entre estas lenguas, especialmente en el caso del lacandón y el maya yucateco, algunos investigadores prefieren clasificarlas como formas dialectales de una sola lengua.
Se distinguen dos variedades principales del lacandón: el lacandón del norte y el lacandón del sur. La literatura sugiere que el lacandón del norte está más estrechamente emparantedo con el itzá, mientras que el lacandón del sur es más cercano al maya yucateco. Ambas variedades son habladas en el municipio de Ocosingo, Chiapas. El lacandón del sur se habla principalmente en la comunidad de Lacanjá Chansayab, mientras que el lacandón del norte está presente en las comunidades de Nahá y Metzabok, con algunos núcleos de migración reciente a Lacanjá Chansayab y el poblado cercano de Bethel.

### Fonología

#### Vocales
Ambas variedades del lacandón presentan seis timbres vocálicos básicos: /i, e, a, ä, o, u/, de los que además se distinguen vocales largas y cortas:
|         | Anterior | Central | Posterior |
| ------- | -------- | ------- | --------- |
| Cerrada | i iː     |         | u uː      |
| Media   | e eː     | ä äː    | o oː      |
| Abierta |          | a aː    |           |

#### Consonantes
Ambas variedades del lacandón presentan un sistema de 20 consonantes: /p, t, k, ', b, p', t', k', tz, tʃ, tz', tʃ', s, ʃ, h, l/r, m, n, w, j/.
|             |             | Labial  | Alveolar  | Palatal   | Velar   | Glotal |
| ----------- | ----------- | ------- | --------- | --------- | ------- | ------ |
| Nasal       | Nasal       | m [m]   | n [n]     |           |         |        |
| Oclusiva    | sorda       | p [p̪]   | t [t]     |           | k [k]   | ʼ [ʔ]  |
| Oclusiva    | eyectiva    | pʼ [pʼ] | tʼ [tʼ]   |           | kʼ [kʼ] | ʼ [ʔ]  |
| Oclusiva    | implosiva   | bʼ [ɓ]  |           |           |         | ʼ [ʔ]  |
| Africada    | sorda       |         | tz [ts]   | ch [tʃ]   |         |        |
| Africada    | eyectiva    |         | tzʼ [tsʼ] | chʼ [tʃʼ] |         |        |
| Fricativa   | Fricativa   |         | s [s]     | x [ʃ]     |         | j [h]  |
| Aproximante | Aproximante |         | l [l]     | y [j]     | w [ʋ]   |        |
| Vibrante    | Vibrante    |         | r [ɾ]     |           |         |        |

- En la variante norteña, el fonema /l/ ha cambiado parcialmente a /r/, mientras que en la variante sureña este cambio se ha dado por completo.[8]

#### Estructura silábica
El lacandón presenta los siguientes patrones silábicos: V, VC, CV, CVC, CCV, CCVC, CVCC.

#### Patrón acentual
Las variedades del lacandón difieren en sus patrones de acentuación: el lacandón del norte presenta un patrón acentual trocaico, mientras que el lancandón del sur presenta un patrón acentual yámbico, de forma análoga al maya yucateco. Esto quiere decir que el lacandón del norte tenderá a colocar el acento a la izquierda de las palabras bisilábicas, mientras que el lacandón del sur lo hará a la derecha:
| Norte     | Sur       | Glosa[7]   |
| --------- | --------- | ---------- |
| ['pe.pen] | [pe.'pen] | 'mariposa' |
| ['mi.sip] | [mi.'sip] | 'escoba'   |

#### Tono
El lancandón del sur distingue dos valores de tono léxico en vocales largas (alto y bajo), de manera similar al maya yucateco, mientras que el lacandón del norte no presenta dicho contraste.